# Deudorix mesarchus
Deudorix mesarchus är en fjärilsart som beskrevs av Hans Fruhstorfer 1912. Deudorix mesarchus ingår i släktet Deudorix och familjen juvelvingar. Inga underarter finns listade i Catalogue of Life.